# Rolando Del Bello
Rolando Del Bello (Roma, 26 ottobre 1925 – Nerviano, 1º gennaio 2002) è stato un tennista italiano, fratello minore di Marcello, anch'egli tennista.

## Biografia
Come singolarista, raggiunse il quarto turno al torneo di Wimbledon, nel 1949, e al Roland Garros, nel 1952, anno in cui fu testa di serie n. 10.
Nel doppio, in coppia con Cucelli, raggiunse due volte la finale agli Internazionali d’Italia, perdendo, nel 1951, contro Jaroslav Drobný e Dick Savitt e, nel 1952, sempre contro Drobný, ma in coppia con Frank Sedgman, in cinque set.
In Coppa Davis, nel periodo 1950-1953, vinse 14 singolari e ne perse 10 e, nel doppio, giocò una sola volta, in coppia con Cucelli, vincendo. Ha fatto parte della squadra che, nel 1952, giocò le finali interzone sull’erba australiana, battendo l’India per 3-2 e perdendo con gli Stati Uniti per 5-0.
Vinse il campionato italiano nel 1950, in singolare e il titolo del doppio, in coppia con Mario Belardinelli, nel 1949 e nel 1951.
Nel 1954 passò al professionismo e, di conseguenza non poté più partecipare alla Coppa Davis e ai tornei riservati ai dilettanti.